# 海旋板
海旋板（helicoplacoids）是一类形態特殊的已灭绝棘皮动物，生存在寒武纪早期的海洋中。

## 描述
和海星、海膽等典型的棘皮動物不同，海旋板的身体不具五輻對稱性。其體表覆有扭旋排列的骨板，骨板间能够相对运动而使身体能够膨胀或收缩。一條螺旋形的食物沟环绕身体并向下延伸。其扭旋的特徵可看做是輻射對稱的一種變體。
人們對海旋板的生態習性所知甚少，一般認為牠們以海中的懸浮有機物為食，由於牠們沒有腕，無法主動撈取食物，因此會利用身體的膨脹和收縮產生水流，以達到氣體交換和攝食的目的。
海旋板可能是最古老的棘皮動物類群之一，也是棘皮動物最早滅絕的類群之一，牠們大約在5.3億年前首次出現在地球上，並於5.16億年前滅絕。

## 分類
古生物學資料庫認可的海旋板綱分類如下：
- 海旋板科 Helicoplacidae Durham & Caster, 1966
  - 海旋板屬 Helicoplacus Durham & Caster, 1963
  - Polyplacus Durham, 1967
  - Waucobella Durham, 1967